# Mount William (Anvers-Insel)
Der Mount William ein 1515 m hoher, markanter und schneebedeckter Berg auf der Anvers-Insel im Palmer-Archipel westlich der Antarktischen Halbinsel. Er ragt 6,5 km nordnordöstlich des Kap Lancaster im Südosten der Insel auf.
Der englischen Seefahrer John Biscoe entdeckte ihn am 21. Februar 1832. Biscoe benannte den Berg nach dem britischen Monarchen William IV. (1765–1837).